# Dušan Šlosar
Dušan Šlosar (ur. 18 listopada 1930 w Staříču, zm. 18 sierpnia 2020 w Brnie) – czeski językoznawca, bohemista i pisarz.

## Życiorys
W latach 1948–1953 studiował bohemistykę i rusycystykę na Wydziale Filozoficznym Uniwersytetu Masaryka (MU) w Brnie. W 1967 r. uzyskał tytuł PhDr., od 1982 r. docent. W 1990 r. został profesorem języka czeskiego.
W latach 1953–1959 pracował w Instytucie Języka Czeskiego, a w okresie od 1959 do 2001 był zatrudniony na Wydziale Filozoficznym MU. Następnie pozostał związany z uczelnią jako profesor emerytowany. Jest autorem prac z dziedziny gramatyki historycznej języka czeskiego, rozwoju języka literackiego oraz gwaroznawstwa czeskiego.

## Wybrana twórczość
- Vývoj mluvnického systému českého jazyka, 1965
- Základní kurs češtiny pro cizince, 1969
- Výpravy z osmého poschodí: Sedmnáct rozhovorů a dva těžké sny, 1975
- České nářeční texty, 1976
- Spisovný jazyk v dějinách české společnosti, 1979
- Slovotvorný vývoj českého slovesa, 1981
- Čítanka ze slovanské jazykovědy v českých zemích, 1982
- Historická mluvnice češtiny, 1986
- Gramatika česká Jana Blahoslava, 1991
- Česká kompozita diachronně, 1999
- Příruční mluvnice češtiny, 2001
- Encyklopedický slovník češtiny, 2002
- Dějiny české hudební terminologie, 2004